# ريبيكا سيمبسون
ريبيكا سيمبسون (بالإنجليزية: Rebecca Simpson)‏ هي لاعبة كرة قدم نيوزيلندية، ولدت في 2 ديسمبر 1982. شاركت مع منتخب نيوزيلندا لكرة القدم للسيدات.